# Tainá (Fußballspielerin)
Tainá, vollständiger Name Tainá Suelen Borges de Oliveira (* 1. Mai 1995 in São Paulo) ist eine brasilianische Fußballspielerin. Sie spielt rechtsfüßig auf der Position einer Torhüterin.

## Karriere

### Verein
Tainá begann ihre fußballerische Laufbahn 2012 bei AD Centro Olímpico in ihrer Heimatstadt. Ohne zu einem Einsatz gekommen zu sein, gewann sie mit dem Klub 2013 die Campeonato Brasileiro de Futebol Feminino 2013, die erste Austragung der nationalen Meisterschaft für Frauen. Am 20. September 2015 kam Tainá zu ihrem ersten Einsatz als Profi. Im Heimspiel gegen den Duque de Caxias FC, am vierten Spieltag der Feminino 2015 stand sie in der Startelf. Kurz darauf wechselte sie in dem Jahr zu Grêmio Osasco Audax, kam aber zu keinen Einsätzen.
2016 beschlossen Audax und der SC Corinthians eine Spielgemeinschaft, in welche Tainá übernommen wurde. Hier trat sie in einem Ligaspiel sowie in allen zehn Spielen des Copa do Brasil de Futebol Feminino 2016 an. Am 27. Oktober konnte sie mit der Mannschaft das Finale im Copa do Brasil gegen den São José EC gewinnen. Nach Abschluss der Saison 2017 wurde die Zusammenarbeit der Klubs beendet und beide starteten fortan mit eigenen Teams. Taniá blieb im Zuge dessen bei Corinthians. Obwohl sie bei dem Klub nur die Reservetorhüterin war und sich im April 2021 einen Kreuzbandriss im linken Knie erlitt, erhielt Taniá im Dezember des Jahres eine Vertragsverlängerung um ein Jahr. Im Dezember 2023 wurde bekannt, dass sie ihren in dem Monat auslaufenden Vertrag nicht wieder verlängern werde.
Am 18. Januar 2024 gab América Mineiro die Verpflichtung der Spielerin bekannt. Bei dem Klub wurde sie als Stammtorhüterin eingesetzt.

### Nationalmannschaft
2012 nahm Taniá für Brasilien an der U-17-Fußball-Südamerikameisterschaft der Frauen 2012 teil. In dem Turnier kam sie zu keinen Einsätzen. Der Turniersieg qualifizierte die Auswahl für die U-17-Fußball-Weltmeisterschaft der Frauen 2012. Auch an dieser durfte sie teilnehmen. Bei der 1:2-Niederlage im Viertelfinalspiel gegen die deutsche Auswahl kam sie zu ihrem einzigen Einsatz.
2024 wurde Taniá von Nationaltrainer Arthur Elias erstmals in den A-Kader der Nationalmannschaft berufen. Sie reiste mit dem Team in die USA, wo diese im SheBelieves Cup 2024 antrat. Am 6. April 2024 trat man gegen die Auswahl Kanadas an. In dem Treffen stand sie in der Startelf und wurde in der 93. Minute für Lorena ausgewechselt. Im Juni stand sie dann in zwei Freundschaftsspielen gegen Jamaika im Kader und im Juli reiste Taniá mit der Auswahl als Teil des Olympiakaders nach Paris. Zu Einsätzen in dem Turnier kam Taniá nicht, konnte sich aber dennoch über den Gewinn der der Silbermedaille freuen.

## Erfolge
Nationalmannschaft
- U-17-Fußball-Südamerikameisterschaft der Frauen: 2012
- Silbermedaille bei den Olympischen Spielen: 2024

Centro Olímpico
- Campeonato Brasileiro de Futebol Feminino: 2013

Audax/Corinthians
- Copa do Brasil: 2016

Corinthians
- Campeonato Brasileiro de Futebol Feminino: 2018, 2020, 2021, 2022, 2023
- Copa Libertadores: 2019, 2021, 2023
- Staatsmeisterschaft von São Paulo: 2019, 2020, 2021, 2023
- Supercopa do Brasil: 2022, 2023
- Staatspokal von São Paulo: 2022

## Trivia
2019 wurde Taniá Markenbotschafterin der deutschen Marke Uhlsport.
Im März 2023 wurden die Zugänge zu ihren sozialen Netzwerken gehackt. Bei dem Hack ging es darum, dass die Follower von Taniá dazu aufgefordert wurden, Zahlungen vorzunehmen.